# Молотычевский сельсовет
Молотычевский сельсовет — муниципальное образование (сельское поселение) в Фатежском районе Курской области. 
Административный центр — село Молотычи.

## История
Образован в первые годы советской власти. В 1924—1928 годах находился в составе Нижнереутской волости укрупнённого Курского уезда. В 1928 году вошёл в состав новообразованного Фатежского района. В 1935—1963 годах находился в составе Верхнелюбажского района Курской области.
Статус и границы сельсовета установлены Законом Курской области от 21 октября 2004 года № 48-ЗКО «О муниципальных образованиях Курской области».
Законом Курской области от 26 апреля 2010 года № 26-ЗКО в состав сельсовета включён населённый пункт упразднённого Хмелевского сельсовета.

## Население
| 2002 | 2010 | 2012 | 2013 | 2014 | 2015 | 2016 |
| ---- | ---- | ---- | ---- | ---- | ---- | ---- |
| 571  | ↗990 | ↘948 | ↘914 | ↘887 | ↘872 | ↘846 |
| 2017 | 2018 | 2019 | 2020 | 2021 |      |      |
| ↘821 | ↘803 | ↘769 | ↘738 | ↗886 |      |      |

## Состав сельского поселения
| № | Населённый пункт | Тип населённого пункта       | Население |
| - | ---------------- | ---------------------------- | --------- |
| 1 | Молотычи         | село, административный центр | ↘442      |
| 2 | Хмелевое         | село                         | ↘548      |